# 滝ノ上山
滝ノ上山（たきのうえやま）は、北海道の白糠郡白糠町にある標高567.5mの山である。山頂には一等三角点「滝上山」が設置されている。

## 概要
白糠丘陵主稜線から大きく逸れた庶路川右岸に位置する。白糠丘陵では珍しく国土地理院地形図に山名が記載されている。
山名は山麓にあった滝ノ上集落に由来し、集落は庶路川の大滝の上流側にあったという。現在は集落跡地は庶路ダムによってせき止められGreen Lake 庶路に沈んでいる。

## 登山
庶路ダムから尾根を登って南下し山頂へ至ることが多い。登山道はないが背丈の低い草や笹が広がるため藪漕ぎする必要がなく年中を通して登られる。短時間で登ることができるため滝ノ上山の南にある鍛高山も併せて登る人もいる。